# 1489
1489 (MCDLXXXIX) a fost un an comun al calendarului iulian, care a început într-o zi de joi.

## Nașteri
- 2 iunie: Charles, Duce de Vendôme, bunicul regelui Henric al IV-lea al Franței (d. 1537)
- 16 iunie: Sibylle de Bavaria, prințesă palatină (d. 1519)
- 28 noiembrie: Margareta Tudor, soția regelui Iacob al IV-lea al Scoției (d. 1541)

### Nedatate
- august: Correggio (n. Antonio Allegri), pictor italian (d. 1534)

## Decese
- 12 iulie: Bahlul Lodi  (n. ?)
- dată necunoscută: Ioannes de Thurocz istoric maghiar (n. 1435)